# Крутое сельское поселение
Крутое сельское поселение — упразднённое муниципальное образование в составе Тихорецкого района Краснодарского края России.
Административный центр — посёлок Крутой.
Население 1432 чел. (2019).
Ближайшая железнодорожная станция находится в поселке ж/д переезда Ачкасово.
5 мая 2019 году присоединено к Парковскому сельскому поселению.

## География
Расположено на севере района в 11 км от Тихорецка на площади 8575 га.
Общая площадь сельскохозяйственных земель — 7321 га, из них пашни — 7198 га.

## Население
| 2010  | 2012  | 2013  | 2014  | 2015  | 2016  | 2017  |
| ----- | ----- | ----- | ----- | ----- | ----- | ----- |
| 811   | ↗1419 | ↗1421 | ↗1425 | ↗1445 | ↘1438 | ↗1454 |
| 2018  | 2019  |       |       |       |       |       |
| ↘1439 | ↘1432 |       |       |       |       |       |

## Состав сельского поселения
В состав поселения входили 3 населённых пункта:
| № | Населённый пункт | Тип населённого пункта          | Население |
| - | ---------------- | ------------------------------- | --------- |
| 1 | Крутой           | посёлок, административный центр | ↗811      |
| 2 | Степной          | посёлок                         | ↗280      |
| 3 | Урожайный        | посёлок                         | ↗331      |

## Экономика
Производственный потенциал поселения представляют сельскохозяйственные предприятия — ЗАО «Нива», ООО «Плодородие», ООО «Преображение».